# Premio Prešeren
Il premio Prešeren (in sloveno: Prešernova nagrada) è la più alta onorificenza nel campo artistico, in passato anche scientifico, consegnata ogni anno ad uno o due eminenti artisti sloveni. Il premio viene consegnato dal 1941, ovvero ogni 7 febbraio, vigilia della festa nazionale della cultura, per commemorare l'anniversario della morte del poeta romantico sloveno France Prešeren. Lo stesso giorno la Prešeren Foundation Awards assegna premi ad altri sei artisti.
Dal 1962 tale premio è conferito solo per eccezionali successi in campo artistico.